# Skálmöld
Gli Skálmöld sono un gruppo musicale viking-folk metal islandese, formatosi nell'agosto del 2009.
Il loro nome, che letteralmente significa "Età delle spade", è un richiamo all'Epoca degli Sturlungar della storia islandese.

## Storia del gruppo
Snæbjörn Ragnarsson e Björgvin Sigurðsson, amici fin dall'infanzia, in gioventù suonarono insieme in svariate band orientate soprattutto sui generi death metal e punk rock (lo stesso avvenne anche per gli altri attuali membri del gruppo). Nell'agosto 2009 decisero di formare una loro band, gli Skálmöld appunto. Inizialmente intendevano suonare per hobby, ma presto decisero di diventare una band ufficiale e di registrare il primo album prima che "diventassero troppo vecchi e stanchi".
Dopo aver contattato numerose etichette discografiche islandesi senza successo, si rivolsero alla Tutl, delle Isole Fær Øer, nel novembre 2010, che distribuì il loro album di debutto Baldur in Islanda e nelle Fær Øer. Nell'aprile 2011 la band firmò un contratto con la Napalm Records che ridistribuì il loro primo album in tutto il mondo.
L'accordo con la Napalm Records conferì molta popolarità al gruppo, che fu anche invitato a partecipare al festival Wacken Open Air e allo Heidenfest nel 2011.
Il 13 aprile 2012 gli Skálmöld hanno poi annunciato l'uscita, nell'autunno dello stesso anno, del loro secondo album, Börn Loka, seguito da un lungo tour europeo assieme ai Týr e agli Arkona.
L'11 novembre 2014 è infine uscito il loro terzo album Með vættum, seguito da un altro tour europeo, diviso in periodi e zone, assieme agli Eluveitie; dopo una pausa nel 2015, è cominciato un nuovo tour assieme, questa volta, ai Korpiklaani.
Il 30 settembre 2016 è stato pubblicato l'album Vögguvísur Yggdrasils.
Il 12 ottobre 2018 è uscito Sorgir, il quinto album.
Il 18 agosto 2023 è uscito Ýdalir, il loro sesto album.

## Formazione

### Formazione attuale
- Baldur Ragnarsson – chitarra, voce
- Björgvin "Böbbi" Sigurðsson – voce, chitarra
- Þráinn Árni Baldvinsson – chitarra, voce
- Snæbjörn "Bibbi" Ragnarsson – basso, voce
- Jón Geir Jóhannsson – batteria, voce
- Gunnar Ben – tastiera, oboe, voce

## Discografia

### Album in studio
- 2010 – Baldur
- 2012 – Börn Loka
- 2014 – Með vættum
- 2016 – Vögguvísur Yggdrasils
- 2018 – Sorgir
- 2023 – Ýdalir

### Album dal vivo
- 2013 – Skálmöld og Sinfóniuhljómsveit Íslands
- 2020 – 10 Year Anniversary - Live In Reykjavík

### Raccolte
- 2016 – Skálstorm (con gli Alestorm)

### Singoli
- 2013 – Innrás